# 加里·斯皮德
加利·安德魯·史必，MBE（1969年9月8日—2011年11月27日）是一位威爾斯前足球運動員，司職中場，於球員末期效力英冠球會錫菲聯兼任教練，退役後出任領隊，2010年至2011年11月曾執教威爾斯國家隊，任內自殺逝世。

## 生平

### 球員
史必於1988年加盟列斯聯開始球員生涯，1992年協助球會奪得甲組聯賽冠軍，翌年參加首屆英超，1996年轉投另一間英超球會愛華頓，1998年以550萬英鎊轉會至紐卡素，當時獲領隊博比·罗布森賞識，多年來一直長期擔任中場正選位置，效力7年間一共替球會上陣超過200場聯賽。
2004年，35歲的史必離開紐卡素以75萬英鎊身價加盟球員生涯第四間英超球會保頓，2006年12月9日，史必協助保頓4-0擊敗韋斯咸，並且慶祝成為第一位上陣英超累積達第500場的球員；2007年8月25日，史必在對雷丁時頭球頂入，成為當時英超成立以來能夠在所有賽季取得入球唯一的球員，稍後史必的威爾士隊友，效力曼聯的傑斯亦成功造到，並將紀錄一直伸延至2010/11年球季仍未中斷。
2007年5月1日，保頓領隊艾拿戴斯意外地離隊後，史必獲新任領隊森美·李爾委派擔任一隊教練，惟於同年10月辭任專注於球員崗位。史必曾保持英超最多上陣紀錄，1992年效力列斯聯時在8月15日對溫布頓首次英超上陣開始，直到2007年年底離開保頓加盟英冠的錫菲聯，史必累積上陣535場，直到年前才被大卫·詹姆斯打破。
2007年12月28日，史必以先借後買的形式轉投錫菲聯，轉會費約25萬英鎊，首場賽事是2008年1月1日對狼隊的賽事，同年3月對高雲地利的賽事中攻入首個加盟後的入球，當時主射十二碼為對方門將撲出後補中。史必一直擔任錫菲聯的常規正選，雖然其合約包含轉任教練的條款，他表示沒有退役的計劃，而時任領隊布兰克威尔（Kevin Blackwell）於2008/09年球季委任史必成為球員兼教練。但到季中史必受到背傷困擾，需要接受手術治療而缺席球季餘下賽事，史必轉心於教練工作。
2010年8月11日英格蘭聯賽盃錫菲聯作客出戰，已有年多沒有上陣的史必擔任沒有上陣的後補球員。

### 領隊
2010年夏季保罗·索萨與史雲斯提前解約後，史雲斯要求錫菲聯准許與史必商討加盟條件被拒。而已考獲欧足联职业教练证书（UEFA Pro Licence）的史必表明希望擔任領隊之職，而錫菲聯已視他為布兰克威尔的繼任人選。當錫菲聯於2010/11年球季開季成績未如理想，球隊與布兰克威尔協議提前解約，於2010年8月17日正式委任史必出任新領隊，簽約三年。
錫菲聯在史必麾下表現不振，帶領18場輸掉一半賽事，球隊在聯賽榜僅比降班區域高兩位及差1分，但於出任僅四個月後，於2010年12月14日獲威爾斯足球總會聘任為國家隊第11任領隊。

### 國家隊
史必曾經擔任威爾士隊長，並且代表過威爾士上陣85場國際賽，2004年舉行的世界盃外圍賽中，威爾士以3-2擊敗波蘭後，當時是球隊隊長的史必宣佈退出國家隊，是當時（2010年8月）威爾士上陣次數第二高的球員，僅次於修禾路（Neville Southall）的92次最多紀錄。

## 自杀
2011年11月27日，威爾士足總發表聲明，指史必去世，終年42歲。每日电讯报和英国独立新闻公司报导称他是在位于英格兰柴郡亨廷顿的家中上吊自杀。柴郡警察局发表声明称斯皮德的死亡并没有疑点。而斯皮德的死亡则让他的朋友感到震惊，在他死亡前几个小时，他还在BBC一台足球节目《足球焦点》中以嘉宾的身份录制节目。

## 榮譽

### 球會
列斯聯
- 英格蘭甲組聯賽〈第一級〉冠軍：1991/92年；
- 英格蘭慈善盾冠軍：1992年；

紐卡素
- 英格蘭足總盃亞軍：1998年、1999年；

保頓
- 英格蘭聯賽盃亞軍：2004年；

### 個人
- 英格蘭超級聯賽10年獎項（1992/3-2001/2年）：英超上陣次數最多球員（352場）；